# Estavar
Estavar er en by og kommune i departementet Pyrénées-Orientales i Sydfrankrig.

## Geografi
Estavar ligger i Cerdagne 97 km vest for Perpignan. Nærmeste byer er mod nord Égat (8 km), mod øst Saillagouse (5 km) og mod vest Llívia (2 km).

## Demografi

### Udvikling i folketal
| 1962                                                              | 1968 | 1975 | 1982 | 1990 | 1999 | 2007 | 2015 | 2017 |
| ----------------------------------------------------------------- | ---- | ---- | ---- | ---- | ---- | ---- | ---- | ---- |
| 118                                                               | 178  | 206  | 281  | 358  | 409  | 470  | 457  | 472  |
| Tal fra og med 1962 er uden dobbelttælling (sans doubles comptes) |      |      |      |      |      |      |      |      |